# ديوفانتوس العربي
ديوفانتوس العربي (وهو غير ديوفانتوس الاسكندري) مدرس وسفسطائي عربي عاش في أثينا خلال القرن الرابع الميلادي. أشهر تلاميذه كان ليبانيوس (336-340). نشط في عهد يوليان المرتد (361-363).
مكان ولادة ديوفانتوس في البلاد العربية غير معروف، ويعتقد أن يكون البتراء (في جنوب بلاد الشام، الأردن حاليا)، التي هي أيضًا مسقط رأس عالم الطب والباحث جيسيوس البترائي من القرن الخامس، وهي مكان مرتبط بطريقة ما بمعاصر ديوفانتوس وزميله السفسطائي، أبيفانيوس السوري. لم يعتبر ديوفانتوس بين البلغاء والصوفيين في جراسا (أي جرش) من قبل ستيفانوس البيزنطي.
كان ديوفانتوس تلميذًا لجوليان من كابادوسيا، الذي خلفه في تعليم الخطابة والبلاغة (مدرس الخطابة) في أثينا. وفقًا لأونابيوس، الذي حضر محاضراته في الفترة بين 362-367 ب م. جنّد ديوفانتوس طلابًا من بلاد العرب (بما كان يشمل كل شبه الجزيرة العربية وسوريا الرومانية)، كما اتهم بخطف طلاب. وفقًا لرواية ليبانيوس لحياته الخاصة، ذهب إلى أثينا قاصدًا أن يصبح تلميذًا لإبيفانيوس السوري، لكنه تعرض لكمين من قبل محبي ديوفانتوس الذين سجنوه في زنزانة حتى أقسم على أن يصبح تلميذا لديوفانتوس. لم يمنعه قسمه لديوفانتوس من حضور محاضرات أخرى. يسجل ليبانيوس أن معلمه تعرض مرة أخرى للعنف من قبل الرعاع. يُذكر ديوفانتس في بداية كتاب سودا بيزنطية لليبانيوس.
في 367 ألقى ديوفانتوس خطابا تأبينيا في أثينا لبروهيريسيوس (باللاتينية: Prohaeresius) وهو أحد المعلمين المنافسين لديوفانتوس. اقتبس منه اونابيوس (باللاتينية: Eunapius) جزئيًا من الخطاب، واعتبر أن ديوفانتوس أدنى بكثير من بروهيريسيوس. 
مات ديوفانتوس بعد فترة وجيزة وترك وراءه ولدين يصفهما اونابيوس بأنهما كرسا حياتهما لتحقيق مكاسب تجارية وحياة فاخرة.  
يخلط البعض بين ديوفانتوس العربي وعالم الرياضيات المشهور ديوفانتوس الإسكندري، وخاصة بسبب أصله العربي. كما يجب تمييزه عن الفيلسوف المصري وكاهن الألغاز الذي يحمل نفس الاسم الذي استشهد به ليبانيوس في رسالة سنة 362. 